# Franz Klammer
Franz Klammer (* 3. prosince 1953 Mooswald, Korutany) je bývalý rakouský reprezentant v alpském lyžování. Byl specialistou na sjezd, čtyřikrát vyhrál proslulý závod Hahnenkamm.
Narodil se v horách a lyžoval od dětství, v roce 1971 debutoval v Evropském poháru a o rok později už jezdil Světový pohár v alpském lyžování. Během kariéry vyhrál 26 závodů SP, pětkrát získal malý Křišťálový glóbus za sjezd (1975–1978 a 1983), v celkové klasifikaci o velký Křišťálový glóbus byl nejlépe třetí v letech 1975 a 1977. Na mistrovství světa v alpském lyžování získal v roce 1974 ve Svatém Mořici zlatou medaili v kombinaci a stříbrnou ve sjezdu.
Na domácích olympijských hrách 1976 v Innsbrucku získal titul ve sjezdu. Olympijský sjezd z Patscherkofelu je odnes považován nejdynamičtější lyžařský závod všech dob.
V letech 1976 a 1984 byl vlajkonošem rakouské olympijské výpravy. Získal cenu Skieur d’Or za rok 1975, v letech 1975, 1976 a 1983 byl rakouským sportovcem roku, v roce 1996 převzal Čestný odznak Za zásluhy o Rakouskou republiku.
Lyžařskou kariéru ukončil v roce 1985 a věnoval se golfu a automobilovým závodům v seriálu European Touring Car Championship. Působí jako firemní konzultant a sportovní komentátor, je členem akademie Laureus World Sports Awards. Má ženu a dvě dcery, žije ve Vídni.
Jeho mladší bratr Klaus byl také sjezdařem, po pádu je upoután na invalidní vozík.